# Oued Laou
Oued Laou (àrab: واد لو, Wād Law; amazic estàndard marroquí: ⵡⴰⴷ ⵍⴰⵡ, Wad Law) és una petita ciutat situada a la costa mediterrània de la regió de Tànger-Tetuan, al nord del Marroc. Les dues ciutats principals més a prop són Tetuan al nord-oest i Chefchaouen al sud-oest. El 2004, la ciutat tenia 8.383 habitants.
La ciutat porta el nom del riu que neix a les muntanyes del Rif, prop de Chefchaouen.

## Curiositats
- Els dos únics bars del poble es diuen Café FC Barcelona i Salon de The Real Madrid.
- Hi bufa un vent anomenat xarki, un vent molt fort d'orient. Comença de sobte, de vegades dura unes hores, i després s'atura de cop, igual com ha arribat.